# Киспель, Жиль
Жи́ль Киспе́ль (нидерл. Gilles Quispel, 30 мая 1916, Роттердам — 2 марта 2006, Эль-Гуна) — нидерландский теолог и религиовед, авторитетный исследователь раннего христианства и гностицизма.

## Биография
Принадлежал к реформатской церкви. Учился в Лейдене и Гронингене, докторскую диссертацию об источниках трактата Тертуллиана против Маркиона защитил в Утрехте (1943). Начал публиковаться в 1938. Преподавал латынь в гимназии в Лейдене (1946—1951). Профессор истории раннего христианства в Утрехтском университете (1951-1983). Был приглашенным профессором в Гарварде (1964—1965), Лувенском католическом университете (1969—1974), в Институте Юнга в Цюрихе.
Скончался от воспаления лёгких на отдыхе в Египте.

## Труды
- Гнозис как мировая религия/ Gnosis als Weltreligion (1951)
- Les Ecrits gnostiques du codex Jung (1954, в соавторстве с А. Ш. Пюэшем)
- Makarius, das Thomasevangelium und das Lied von der Perle (1967)
- Исследования гностицизма/ Gnostic Studies (1974)
- Gnostic studies. 2 (1975)
- Tatian and the Gospel of Thomas: Studies in the History of the Western Diatessaron (1975)
- The secret Book of Revelation: the last book of the Bible (1979)
- Jewish and Gnostic Man (1986)
- Asclepius: de volkomen openbaring van Hermes Trismegistus (1996)
- Valentinus de gnosticus en zijn Evangelie der waarheid (2003)
- Het Evangelie van Thomas (2004)
- Gnostica, Judaica, Catholica. Collected Essays (2008, )

## Публикации на русском языке
- Встречаясь с Юнгом